# Francis Plain Playing Field
Francis Plain Playing Field – wielofunkcyjny stadion w Saint Paul’s na Wyspie Świętej Heleny. Jest obecnie używany głównie dla meczów piłki nożnej. Stadion mieści 2000 osób i został zbudowany w 1970 roku.